# Model European Parliament

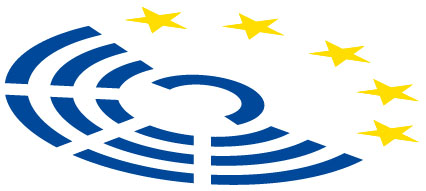
Officieel logo van Model European Parliament (MEP)

Het Model European Parliament (MEP) is een niet-gouvernementele en apolitieke organisatie, die Europese jeugd een mening wil laten vormen over Europese kwesties. Dit gebeurt door middel van een simulatie van het Europees Parlement voor Europese scholieren. Het is een tegenhanger van de gelijksoortige organisatie Europees Jeugdparlement.

## Geschiedenis
Het Model European Parliament werd in 1989 bedacht door de Nederlandse Anna van Sminia. Sindsdien is het MEP uitgegroeid tot een organisatie die over heel Europa verspreid is.

## Nationale edities

### Nederland
MEP Nederland werd samen met de internationale organisatie opgericht in 1989. In Nederland kent het MEP vier verschillende niveaus: school, provinciaal, nationaal en internationaal. Op school en provinciaal niveau gaan ruim 2500 scholieren uit de hoogste klassen havo/vwo, afkomstig van meer dan 135 scholen gespreid over heel Nederland, met elkaar in discussie tijdens de schoolconferenties en provinciale conferenties. Tijdens de provinciale conferenties worden delegaties geselecteerd die de provincie tijdens de nationale conferentie zullen vertegenwoordigen. Aan het einde van dit nationale onderdeel wordt de delegatie bekendgemaakt die de Nederlandse belangen tijdens een van de internationale conferenties zal behartigen. De nationale conferentie wordt jaarlijks eind september georganiseerd, waarbij de Algemene vergadering steeds doorgaat in de Nederlandse Tweede Kamer.

### België
In België nemen sinds 1994 13 Vlaamse scholen deel aan het MEP en wordt er gericht op studenten van het 4e middelbaar. Aangezien er in België tot op heden enkel een Vlaamse afdeling bestaat, worden de bijeenkomsten samen met Noord-Brabant georganiseerd en vinden ze afwisselend in een Vlaamse of Noord-Brabantse stad plaats. Op deze conferentie worden delegaties geselecteerd die België zullen vertegenwoordigen tijdens de verschillende internationale conferenties. De voorlaatste editie van het MEP Noord-Brabant/Vlaanderen vond plaats in maart 2019 te Brugge.. De laatste editie van het MEP Noord-Brabant/Vlaanderen vond plaats in Etten-Leur van 1 tot 6 maart 2020. De editie van 2021 is wegens COVID-19 uitgesteld.
Er zijn echter plannen om in de nabije toekomst een Vlaamse en een Belgische versie op te richten.

## Internationale edities
Jaarlijks worden er twee internationale MEP-conferenties georganiseerd waarbij alle lidstaten van de Europese Unie (en kandidaat-lidstaten) vertegenwoordigd zijn. Sinds 2016 wordt ook een West-Europese versie georganiseerd met als deelnemers de lidstaten België, Frankrijk, Duitsland, Verenigd Koninkrijk, Luxemburg en Nederland.
Jaren
2024: Estland: Talinn en Griekenland: Athene
2023: België: Brussel en Tsjechië: Praag
2022 - Roemenië: Boekarest en Bulgarije: Sofia
2020 en 2021 - Online (i.vm. COVID-19)
2019 - Frankrijk: Parijs/Straatsburg en Malta: Valletta
2018 - Estland: Tallinn en Spanje: Toledo/Madrid
2017 - Nederland: Arnhem/Maastricht en Finland: Helsinki
2016 - Hongarije: Boedapest en Denemarken: Kopenhagen

## Bestuur
Regionaal wordt het MEP in België bestuurd door VZW's overeenkomstig met de regio's (zijnde de provincies), in Nederland door provinciale stichtingen. Het bestuur hiervan bestaat grotendeels uit (oud)leerkrachten van deelnemende scholen. Het Debatbureau voert de overkoepelende organisatie van MEP Nederland.

## Sessies
Jaarlijks organiseert het MEP meerdere sessies. Deze sessies worden georganiseerd in alle Europese lidstaten en alle Europese landen worden uitgenodigd deel te nemen, niet alleen leden van de EU maar ook de kandidaat-lidstaten. Tijdens de verschillende MEP-onderdelen wordt de werkwijze van het Europees Parlement gehanteerd. In parlementaire commissies (bestaande uit een vertegenwoordiger van ieder (deelnemend) land) stellen de jonge Europarlementariërs onder leiding van een commissievoorzitter gezamenlijk resoluties op, waarin ze meerdere oplossingen aandragen voor het aan hen toegewezen vraagstuk. Tijdens de Algemene Vergadering worden de resoluties verdedigd en wordt tot slot door alle deelnemers via een stemming bepaald of de resolutie is aangenomen of afgewezen. Tijdens het MEP staat overigens niet de winst van een aangenomen resolutie centraal, maar de ervaring, het bewustzijn en de samenwerking onderling.